# Frank Hyneman Knight
Frank Hyneman Knight (7 de noviembre de 1885 - 15 de abril de 1972) fue un importante economista durante la primera mitad del siglo XX. Nació en el condado de MacLean, Illinois, en el seno de una devota familia cristiana de granjeros. Nunca completó la secundaria, pero fue admitido en la «American University» de Tennessee en 1905. Se graduó en 1911 del Milligan College. En la «University of Tennessee» y en 1913 obtuvo un B.S. y un M.A. (este último en alemán). Se trasladó a la Cornell University para realizar estudios de doctorado. Su materia de estudio principal fue en principio filosofía, pero pronto la cambió a economía. Estudió con Alvin Johnson y Allyn Young, quienes supervisaron su tesis, que fue terminada en 1916 bajo el título «Costo, Valor y Beneficio». Knight la revisaría para publicarla bajo su nombre más conocido: «Riesgo, Incertidumbre y Beneficio» en 1921. 

## Carrera académica
El «Viejo Magnífico» de Chicago, Frank H. Knight fue uno de los más eclécticos economistas del siglo y quizá el más profundo pensador y más erudito que la economía estadounidense haya producido. Junto con Jacob Viner, Knight presidió el Departamento de Economía en la Universidad de Chicago desde la década de los veinte hasta fines de los cuarenta, y jugó un papel central en forjar el carácter de ese departamento que fue comparable sólo a la titularidad de Schumpeter en Harvard o a la de Lionel Robbins en la London School of Economics. Uno de sus discípulos españoles más destacado fue el catedrático en economía Fermín de la Sierra, que estudió con él en 1946.